# Mesosini

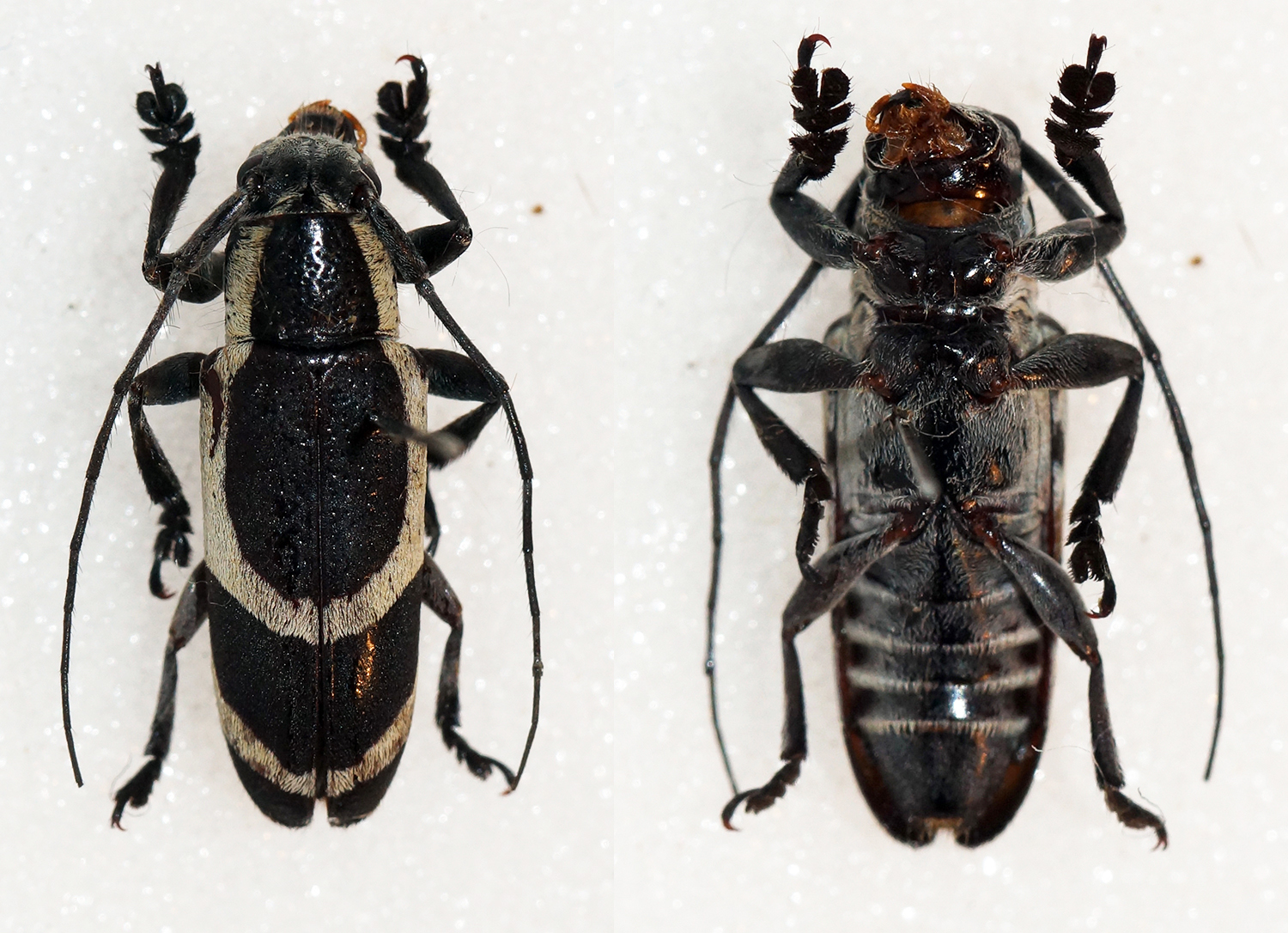
Demodes frenata

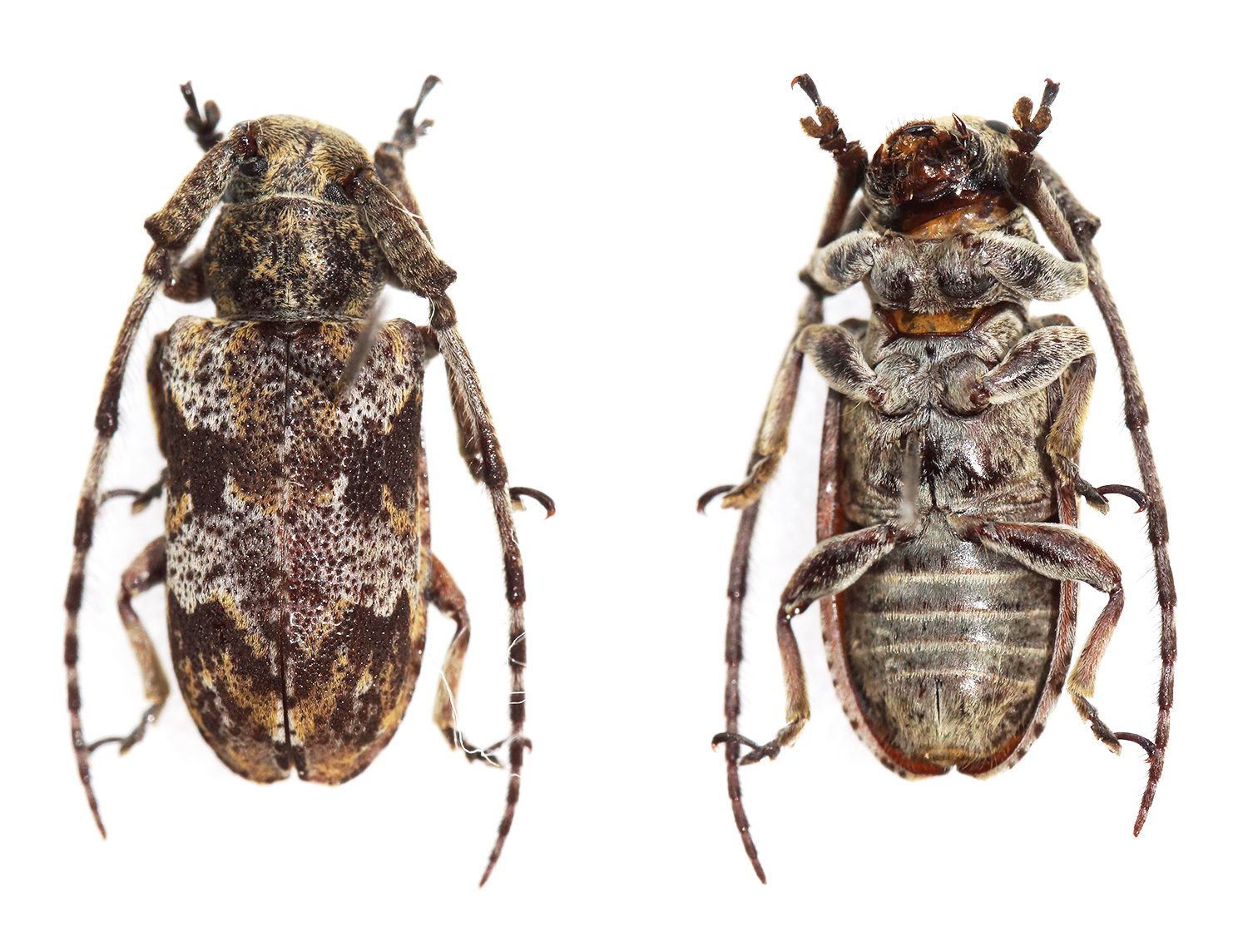
Falsomesosella breuningi

Mesosini – plemię chrząszczy z rodziny kózkowatych i z podrodziny zgrzypikowych. 

## Zasięg występowania
Przedstawiciele tego plemienia występują w Europie, Azji, Oceanii, Afryce, na wyspach Oceanu Indyjskiego oraz w Ameryce Północnej.
W Polsce występują 3 gatunki.

## Systematyka
Do Mesosini należy 661 gatunków i 67 rodzajów:

- Aemocia
- Aesopida
- Agelasta
- Anagelasta
- Anancylus
- Anipocregyes
- Cacia
- Caciella
- Caparmena
- Choeromorpha
- Clyzomedus
- Coptops
- Demodes
- Elelea
- Epimesosa
- Ereis
- Eurymesosa
- Falsocacia
- Falsomesosella
- Golsinda
- Hypocacia
- Japanomesosa
- Leptomesosa
- Liosynaphaeta
- Mesocacia
- Mesoereis
- Mesoplanodes
- średzinka (Mesosa)
- Mesosaimia
- Metacoptops
- Metipocregyes
- Microcacia
- Mimagelasta
- Mimanancylus
- Mimocacia
- Mimosaimia
- Mnemea
- Mutatocoptops
- Mutatocoptops
- Niphoparmenoides
- Pachyosa
- Paracaciella
- Paraclyzomedus
- Paracoptops
- Paragolsinda
- Paraplanodes
- Parapomempsoides
- Parereis
- Paripocregyes
- Pirulintia
- Planodes
- Pseudipocregyes
- Pseudochoeromorpha
- Pseudoclyzomedus
- Pseudocoptops
- Pseudoplanodes
- Pseudozelota
- Silgonda
- Sorbia
- Spinipocregyes
- Spinocentruropsis
- Stenomesosa
- Synaphaeta
- Syrrhopoeus
- Therippia
- Trichodemodes
- Zelota